# Cooper Barnes
Nicholas Cooper Barnes (Sheffield, 15 aprile 1979) è un attore, disc jockey e produttore discografico britannico naturalizzato statunitense, noto per il ruolo di Capitan Man in Henry Danger la serie televisiva su Nickelodeon.

## Biografia
Barnes è nato in Inghilterra e cresciuto nello stato statunitense del Michigan, dove ha frequentato fino al 1997 la Northville High School. Successivamente si è trasferito a Los Angeles, dedicandosi professionalmente alla recitazione.
Dal 2001 ha iniziato ad ottenere piccoli ruoli cinematografici e televisivi. È apparso in varie serie di successo come Californication, Cold Case - Delitti irrisolti, Buona fortuna Charlie, Coppia di re, Switched at Birth - Al posto tuo, Jessie e Suburgatory. Dal 2014, inoltre, interpreta il ruolo principale di Capitan Man (alias Ray Manchester), coprotagonista della serie Nickelodeon Henry Danger.
Dal 2020, quando è finito Henry Danger, è produttore (insieme a Jace Norman) dello spin-off Danger Force e coprotagonista insieme a Michael D. Cohen

## Filmografia parziale

### Cinema
- Digging with Earnest, regia di Erick Scott (2001)
- One Wild Knight, regia di Brian Mitchell (2006)
- I Am That Girl, regia di B. Hayward Randall (2008)
- The Perfect Host, regia di Nick Tomnay (2010)
- L'incredibile caso Babbo Natale (Defending Santa), regia di Brian Skiba (2013)
- Sunken City, regia di Ryan McLaughlin (2014)

### Televisione
- Californication - serie TV, episodio 1x08 (2007)
- Cold Case - Delitti irrisolti (Cold Case) - serie TV, episodio 7x01 (2009)
- Victorious - serie TV, episodio 2x11 (2011)
- Pacino & Pacino Talent Agency - serie TV, 6 episodi (2011-2012)
- Buona fortuna Charlie (Good Luck Charlie) - serie TV, episodio 3x07 (2012)
- Coppia di re (Pair of Kings) - serie TV, episodio 3x16 (2012)
- Switched at Birth - Al posto tuo (Switched at Birth) - serie TV, episodio 2x18 (2013)
- Kickin' It - A colpi di karate (Kickin' It) - serie TV, episodio 3x14 (2013)
- Jessie - serie TV, episodio 3x02 (2013)
- Suburgatory - serie TV, episodio 3x06 (2014)
- The Mindy Project - serie TV, episodio 4x16 (2016)
- Henry Danger - serie TV, 121 episodi (2014-2020)
- Danger Force - serie TV, 68 episodi (2020-2024)

### Doppiatore
- Fuga dal pianeta Terra (Escape from Planet Earth), regia di Cal Brunker (2013)
- Henry Danger Motion Comic - serie TV, 12 episodi (2015-2016)

## Doppiatori italiani
Nelle versioni in italiano delle opere in cui ha recitato, Cooper Barnes è stato doppiato da:
- Nanni Baldini in Henry Danger, Danger Force